# Potentilla gorganica
Potentilla gorganica är en rosväxtart som beskrevs av J. Soják. Potentilla gorganica ingår i Fingerörtssläktet som ingår i familjen rosväxter. Inga underarter finns listade i Catalogue of Life.